# Benny Carelsz
Benny Carelsz (Soerabaja, 28 augustus 1947 - aldaar 19 juli 2017) was een Nederlands voormalig voetballer, geboren in Nederlands-Indië, die van 1966 tot 1969 uitkwam voor PEC. Hij speelde als aanvaller. Bij zijn debuut op 28 augustus 1966 in de wedstrijd tegen Baronie scoorde hij meteen vier keer.

## Carrièrestatistieken
| Seizoen         | Club            | Land            | Competitie      | Competitie | Competitie | Beker | Beker | Internationaal | Internationaal | Overig | Overig | Totaal | Totaal |
| Seizoen         | Club            | Land            | Competitie      | Wed.       | Dlp.       | Wed.  | Dlp.  | Wed.           | Dlp.           | Wed.   | Dlp.   | Wed.   | Dlp.   |
| --------------- | --------------- | --------------- | --------------- | ---------- | ---------- | ----- | ----- | -------------- | -------------- | ------ | ------ | ------ | ------ |
| 1966/67         | PEC             | Nederland       | Tweede divisie  | –          | 13         | –     | 0     | 0              | 0              | 0      | 0      | –      | 13     |
| 1967/68         | PEC             | Nederland       | Tweede divisie  | –          | 11         | –     | 0     | 0              | 0              | 0      | 0      | –      | 11     |
| 1968/69         | PEC             | Nederland       | Tweede divisie  | –          | 1          | 0     | 0     | 0              | 0              | 0      | 0      | –      | 1      |
| Carrière totaal | Carrière totaal | Carrière totaal | Carrière totaal | –          | 25         | –     | 0     | 0              | 0              | 0      | 0      | –      | 25     |